# Porubka
Porubka je potok tekoucí v okresech Opava a Ostrava-město v Moravskoslezském kraji, levostranný přítok řeky Odry (úmoří Baltského moře). Celková délka toku činí 20,1 km. Plocha povodí měří 66,5 km². Část toku tvoří historickou zemskou hranici Moravy a Slezska.

## Průběh toku

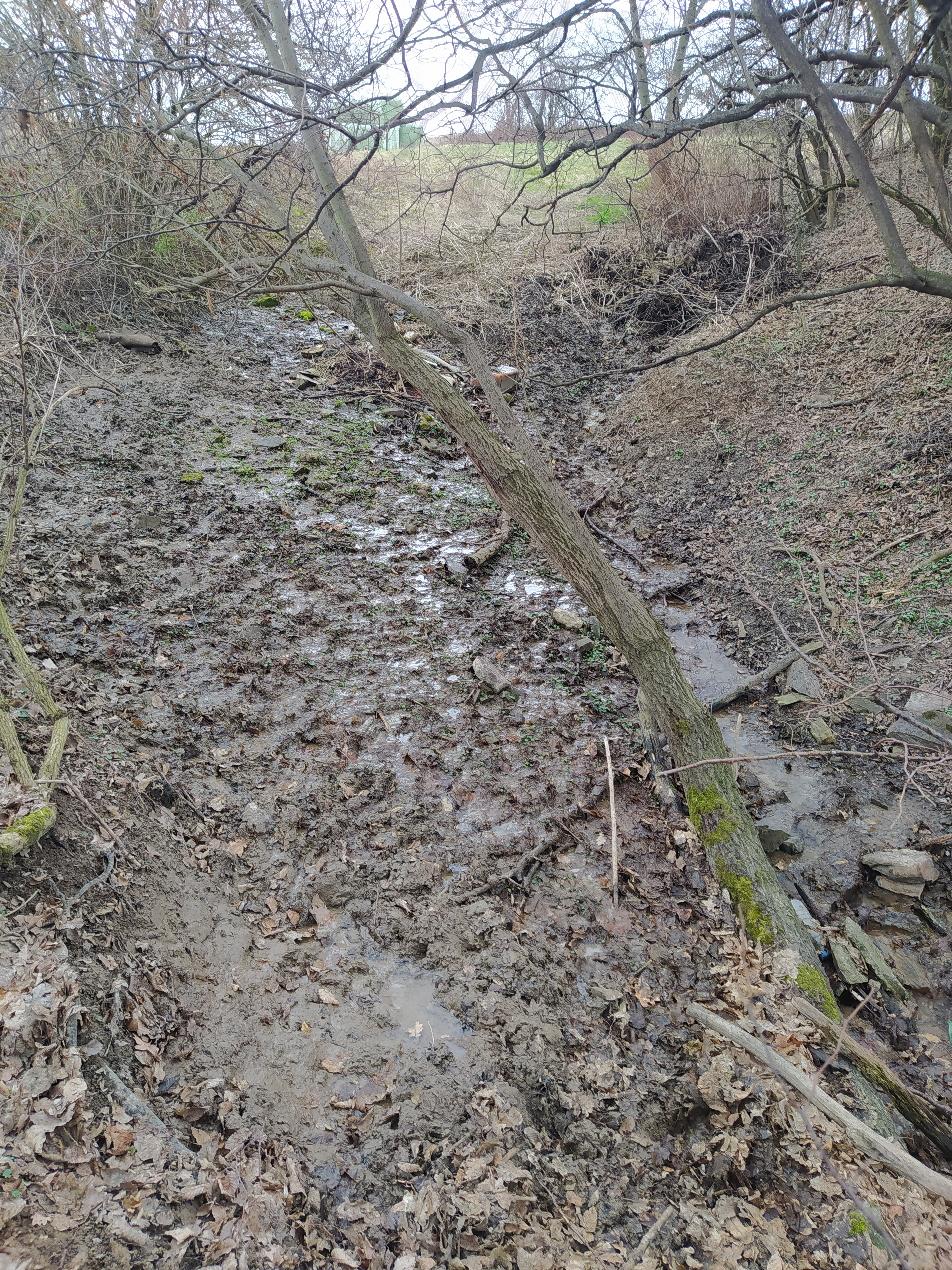
Pramen Porubky, Pustá Polom

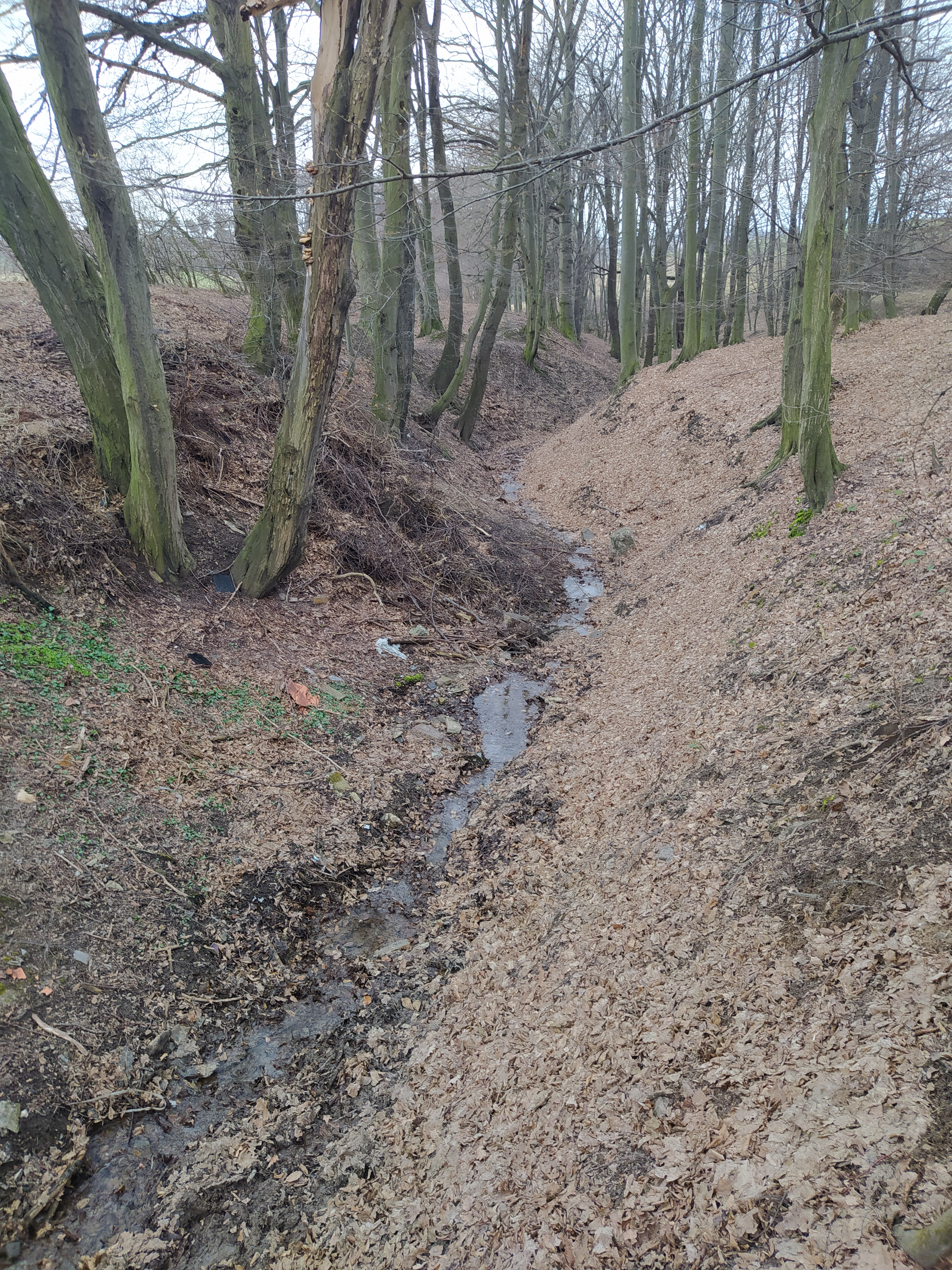
Tok Porubky poblíže pramene, Pustá Polom

### Pramen a popis toku
Porubka pramení v Nízkém Jeseníku, východně od Pusté Polomi, v nadmořské výšce 434 m (pod kopcem U Kyjovické v lokalitě Pod Rekovou). Hned pod pramenem si Porubka vyhloubila z okolní zemině malý úzký kaňon se strmými svahy a bezejmennými přítoky. Kaňon pokračuje až do širšího údolí Mostliska a Zátiší (části Budišovic), kde přibližně kopíruje směr tramvajové trati Ostrava-Poruba – Kyjovice-Budišovice a stéká se s potokem Studnice. Po celé své délce teče převážně východním směrem.
Na středním toku protéká kolem Horní Lhoty, Kyjovic a Čavisova, protéká Dolní Lhotou a ostravskou čtvrtí Krásné Pole a obcí Vřesina. Dále protéká ostravskými čtvrtěmi Poruba a Svinov, kde se vlévá do Odry v nadmořské výšce 209 m.

### Větší přítoky
- Studnice – levostranný přítok přitékající od Budišovic.
- Mešnice (hčp 2-01-01-158) – levostranný přítok s plochou povodí 11,8 km².[2]
- Mlýnka (hčp 2-01-01-1592) –  pravostranný přítok napájený převážně řekou Odrou.[4]

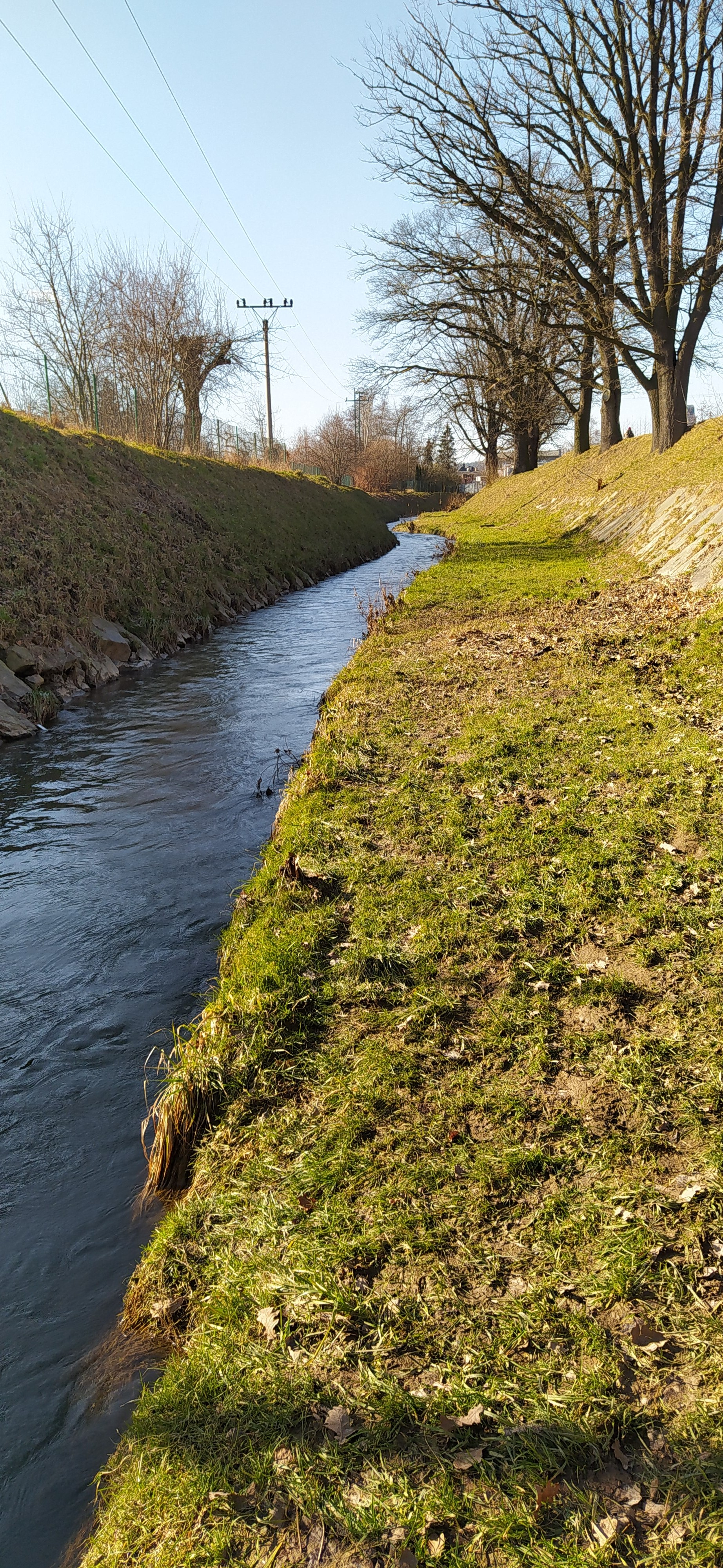
Regulace vodního toku Porubky (pod Porubským zámkem)

## Vodní režim
Průměrný průtok Porubky u ústí činí 0,43 m³/s. Stoletá voda zde dosahuje 60,0 m³/s.

## Zajímavosti
- Údolím Porubky je vedena ostravská tramvajová trať Ostrava-Poruba – Kyjovice-Budišovice (linka č. 5).
- Potok napájí také několik koupališť, kromě již zaniklého koupaliště v Krásném Poli se jedná zejména o velké Letní koupaliště Ostrava-Poruba.
- Tok v ostravských částech Poruba a Svinov je regulován z důvodů ochrany před povodněmi.
- Studánka V Pekelném dole - malý přítok Porubky.

## Galerie

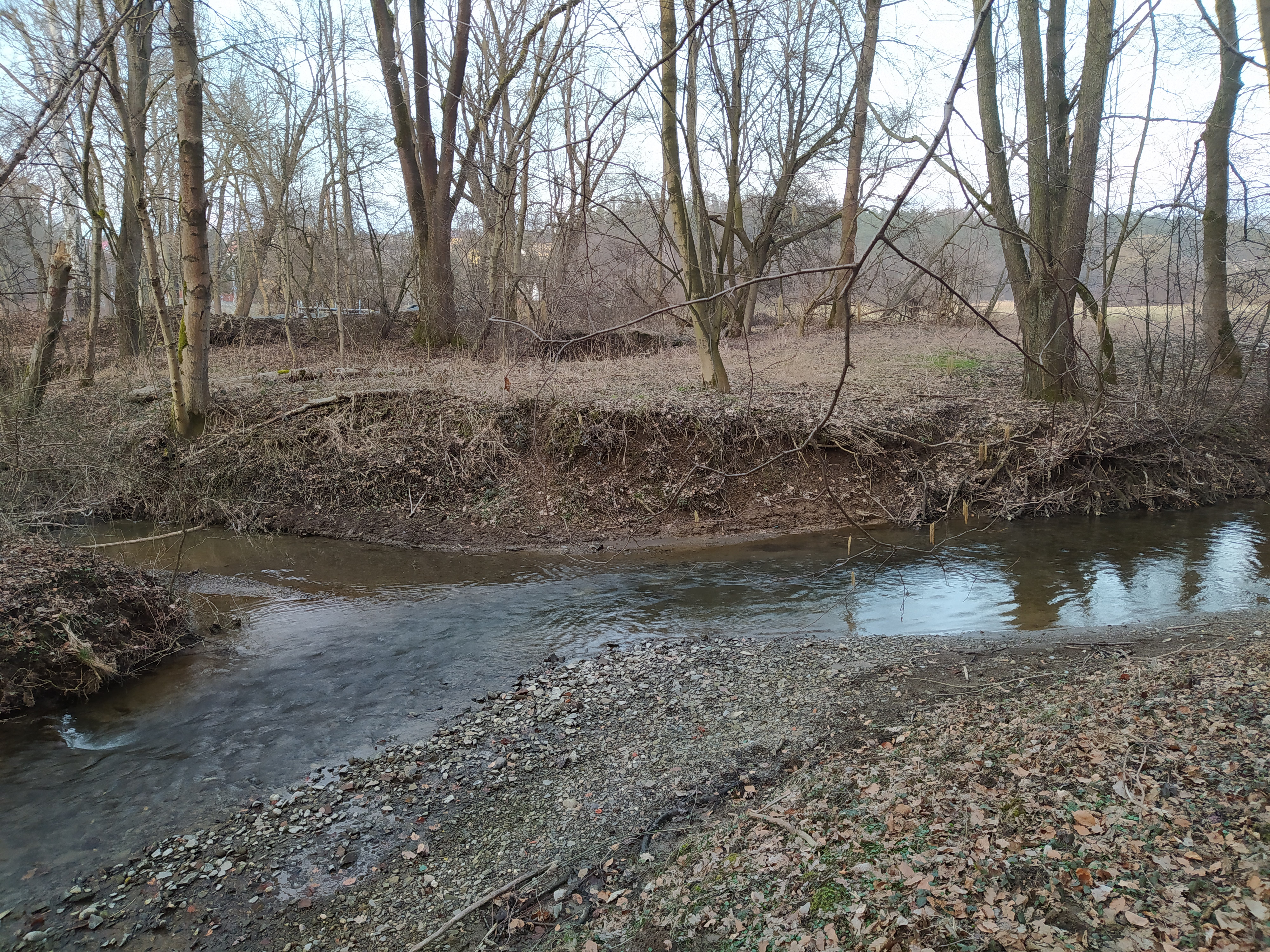
Soutok Mešnice a Porubky
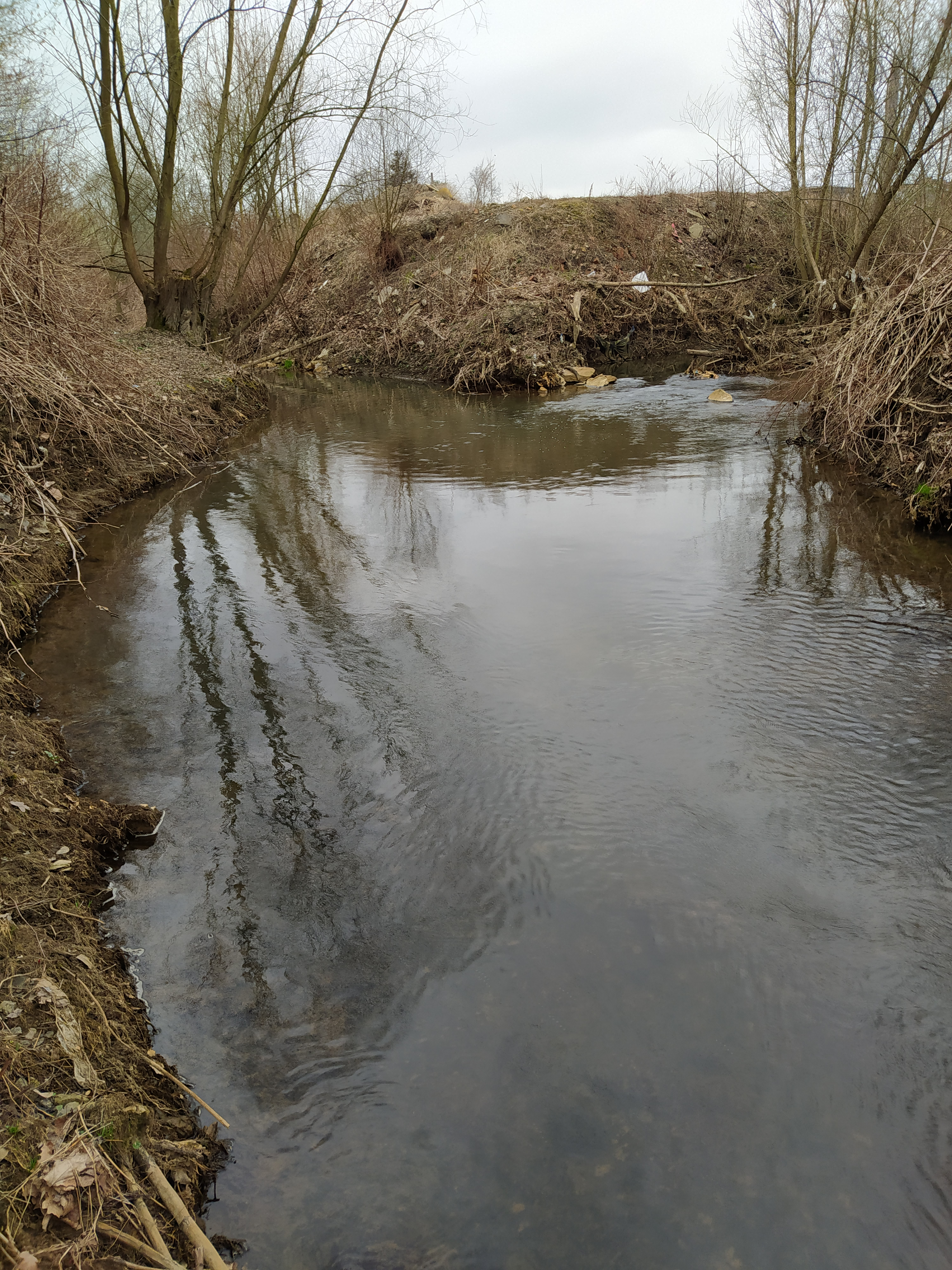
Soutok Mlýnky (vlevo) a Porubky
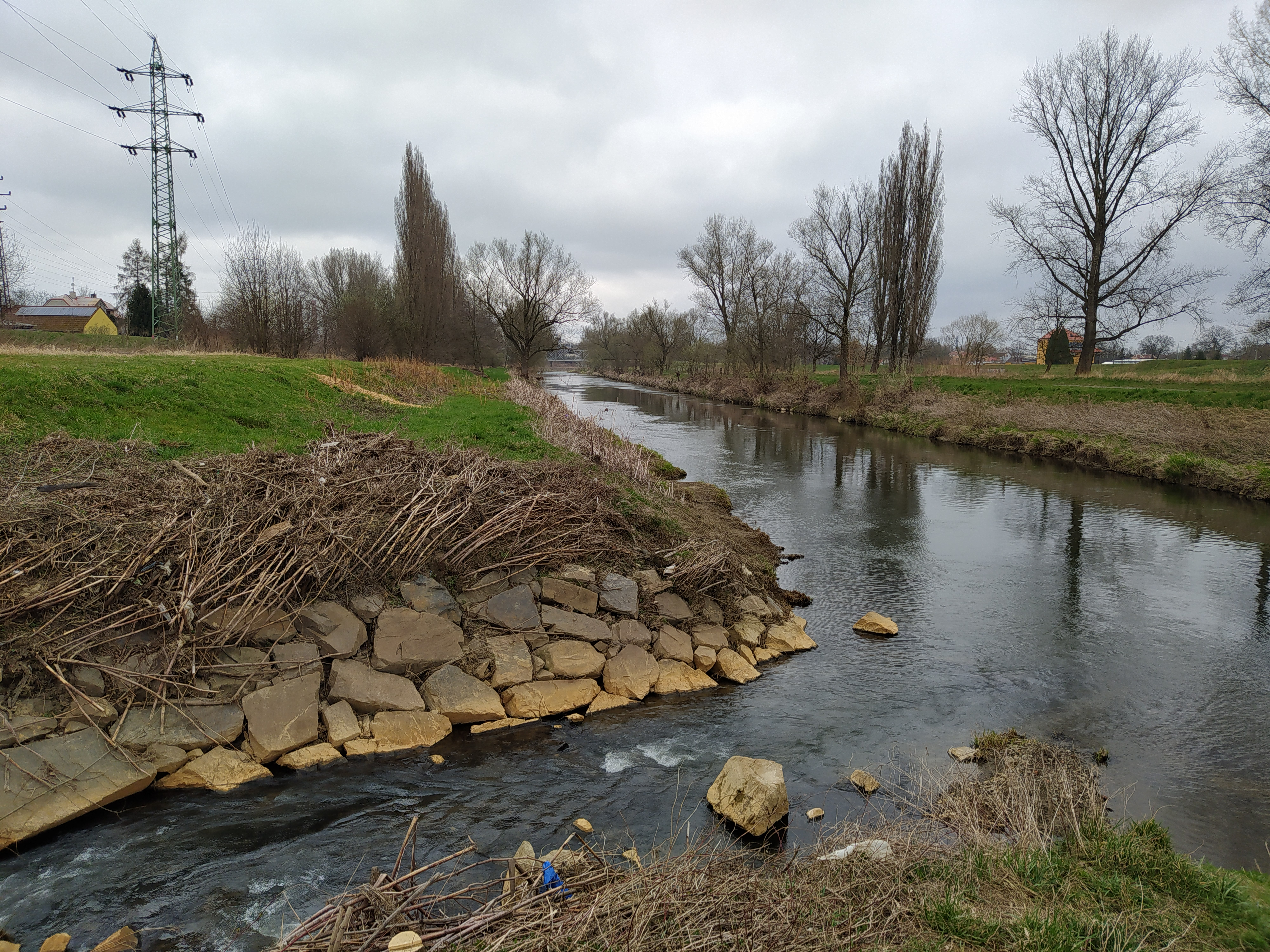
Soutok Porubky a Odry